# The Kentuckian
The Kentuckian er en amerikansk stumfilm fra 1908 af Wallace McCutcheon Sr..

## Medvirkende
- Edward Dillon som Ward Fatherly
- Florence Auer
- D.W. Griffith
- George Gebhardt
- Harry Solter